# Principado de Makrán
El Principado de Makrán o Makkuran fue una división del suroeste del kanato de Kalat en el Baluchistán como un principado semiautónomo en 1891 y reconocido autónomo en 1922, hasta la supresión del estado en 1955. La superficie era de 67 300 km² y estaba limitado al este por la división de Yalahuán (de Kalat) y parte con el kanato de Las Bela; al oeste con Persia; al norte con las montañas Siaján que formaban la separación con Jarán, y al sur con el mar de Arabia. La costa bajo dominio de Makrán era de unos 350 km. Hacia el interior unas cadenas de montañas paralelas desarrolladas de este a oeste, formando en medio estrechadas valles: la cordillera costera de Makran o cordillera de la Costa de Makran, la cordillera Central de Makran y la cordillera de Siahan. Cuanto más lejos de la costa más altura presentan las montañas pero sin sobrepasar los 2200 metros. En medio de las montañas las áreas cultivadas de Kulanch, Dasht, Niguar, Kech o Kej (con Kolua, Sami, Tump y Mand) y Panjgur (con Rajshan) a la parte más cercana a la costa; y Buleda, Balgattar, Parom, Gichk y Raghai, en las montañas centrales. Los ríos principales son el Dasht y el Rajshan, secos gran parte del año. Ríos menores son el Shadi Kaur y el Basol. Los puertos principales eran Guadar (bajo soberanía de Mascate), Pasni y Yiunri.
El clima a la costa era moderado, caluroso pero no excesivo; hacia el interior el clima era seco pero saludable si bien el calor en verano era muy fuerte; finalmente en las montañas más altas el clima era excesivamente frío en invierno. Como región fue conocida como Kech-Makran para distinguirla del Makran persa. Las dos regiones unidas eran mencionadas como Makranat. La población se estimaba en 1903 en 78 000 habitantes con 125 pueblos, el principal, Turbat, la capital, seguido por Guadar, Pasni y Isai.
La población estaba formada por los terratenientes, los baluchis cultivadores, los artesanos (darzadas, nakibs y loris considerados de origen aborigen), los pescadores (meds o kores) y los servidores. El sistema tribal no existía en la región y los grupos dominantes (Gichkis, Nausheruanis, Bizanjaus y Miruaris, en total unas 500 personas) ejercían el dominio político efectivo y eran endogámicos. Los baluchis eran agricultores, muchos de ellos propietarios divididos en clanes (Hot, Kauhdai, Shehzada, Kalmati, y Balsas). Los servidores eran en mayoría de origen baluchi. En religión la mitad eran suníes y la otra mitad zikris, una secta de la que se decía que practicaba supuestamente el incesto y otras prácticas de moral diferente pero que resultaron ser exageraciones. La lengua general era el baluchi.
El nombre derivaría de mahi o maki (pescado en persa) y jor (comer).
En el siglo X desaparece de la historia y aunque estuvo en áreas de influencia de los imperios cercanos, no se sabe quién eran los que dominaban verdaderamente la zona. habrían llegado los mongoles al siglo XIII, pero en 1290 Marco Polo menciona la región como independiente bajo una cabeza local. Las tradiciones locales hablan de tres razas que tuvieron el poder después del califato abbásida: los rinds, los jots y los maliks. Estos últimos fueron seguidos por los budelais que a su vez fueron expulsados por los gichkis del India.

## Administración
Hasta 1922 el nazim era el gobernador por cuenta de Kalat; el cargo quedó vacante en 1917 y en 1922 se nombró un nahuab con autonomía. El názim estaba asistido por cuatro naibs residentes en Tump, Kolua, Pasm y Panjgur. Había un cuerpo local de soldados irregulares con 79 hombres y 81 niños; los terratenientes tenían que asistir al názim con hombres armados cuando este lo pedía y recibían a cambio unos subsidios del khan; de hecho cualquier persona del territorio lo tenía que ayudar pero los otros no recibían ningún subsidio. Los británicos pagaban también algunos subsidios por la vigilancia de la línea de telégrafo que cruzaba la región (La línea de telégrafos indoeuropea). También había un cuerpo local de reclutas bajo oficiales británicos con sede en Panjgur (Makran Levy Corps) formado por 300 hombres con dos oficiales. Los kazis, jueces musulmanes, dirimían la mayor parte de los litigios pero los importantes tenían que ser confirmados por el agente político a Kalat. Los crímenes de sangre o crímenes graves eran casi desconocidos.